# 吉岡宿
吉岡宿（よしおかじゅく）は、宮城県黒川郡大和町吉岡の上町、中町、下町地区にあった奥州街道の旧宿場。江戸時代初期の1616年に宿場としての体裁を整えた。
大和町吉岡の上町地区や中町・下町地区の旧家が立ち並ぶ一帯が、旧宿場に該当する。北側に当たる下町地区の端が宿場の出口であった。1804年 - 1818年の文化年間には140軒を数えた。2016年（平成28年）には、映画『殿、利息でござる!』に当時の宿場町の出来事が取り上げられた。

## 沿革

### 宿場の起源
江戸時代初めの1615年（元和元年）から1616年（元和2年）に、伊達政宗の三男伊達宗清が3万8千石で吉岡所（吉岡城）を築城し、侍屋敷、足軽屋敷、寺社の移転、整備を行い、上町、中町、下町の伝馬町を設置。城下町として整備し、宿場としての体裁を整えた。
1662年（寛文2年）からは奥山氏、1757年（宝暦7年）から但木氏が館主となり領地を統治した。出羽街道、松島道との分岐点となる交通の要所で、仙台以北では規模の大きな宿場であり、黒川郡の中心として多くの物資が集められた。

### 伝馬役問題とその解決
仙台藩では要害や所の館を伊達氏一族や有力家臣を配し半独立領主として扱っていたのに対し、吉岡宿は1500石の但木氏の領地内であり仙台藩の直轄領ではなかった。そのため、ほかの宿場と違い、仙台藩から伝馬御合力（助成金）が給付されず、重い課役に苦しみ、「吉岡宿に家屋敷を持つのは損」と考えた住民が少しずつ離れ、衰亡の危機にあった。

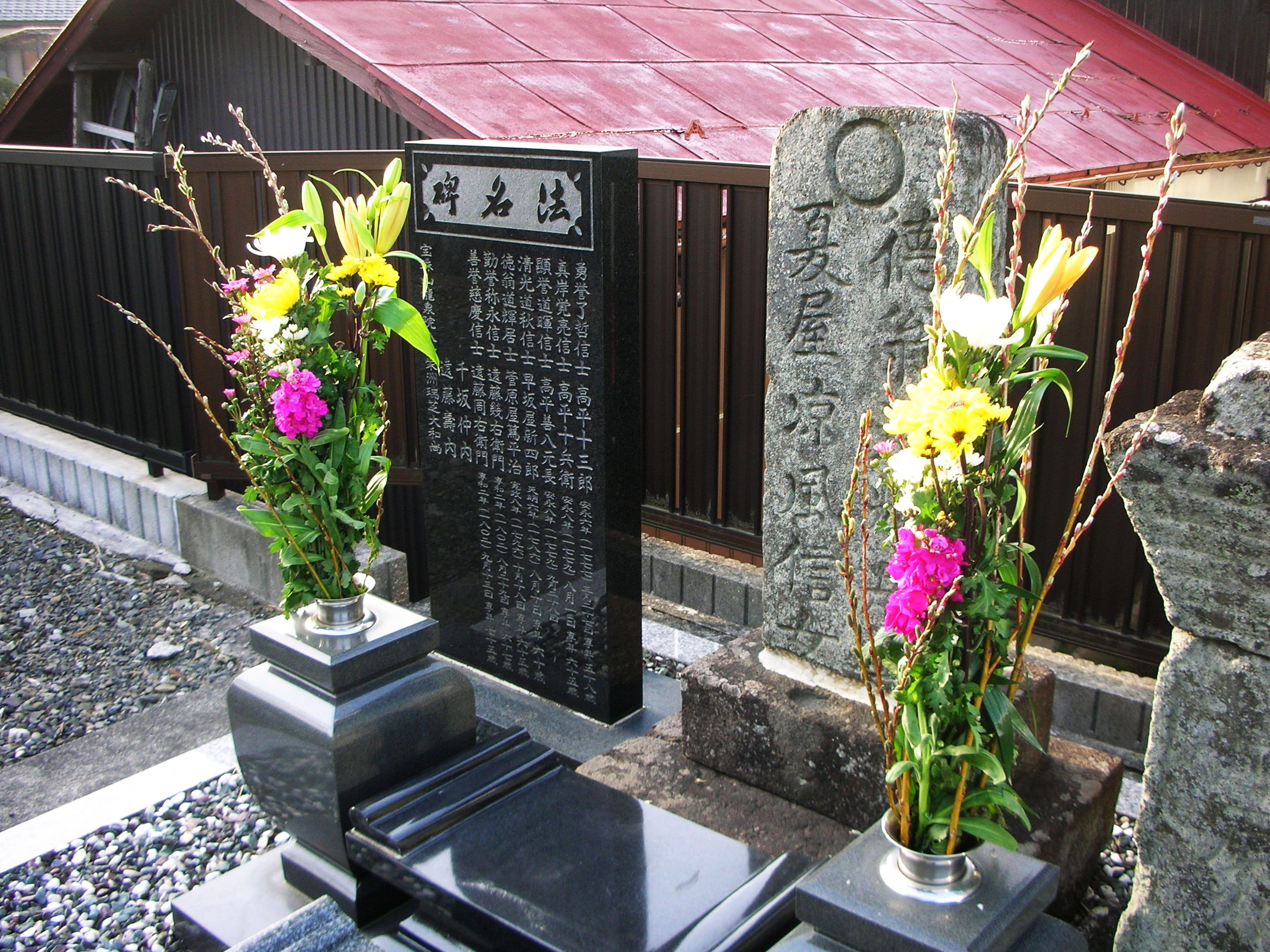
九品寺の国恩記顕彰碑(2)

宿場の運営は豪商が行っていたが、商人の穀田屋十三郎[高平重三郎]（1720年 - 1777年）と菅原屋篤平治[笠原篤平治]は吉岡宿の住民の貧困をなんとか救いたいという願いから、武士が百姓から米を獲うだけの世の中に疑問を呈し、逆に百姓が武士から金を取るあべこべの仕組みを作ることを思い立つ。黒川郡の大肝煎の千坂仲内に相談を持ち掛けるなどして賛同を得、同志と合わせ9名で足かけ8年、銭湯には入らず水垢離をとり、断食までして小銭を貯めた。
彼らの構想は、1000両という大金（現在の金額でおよそ1億円 - 3億円）を8年かけて捻出し、その金を仙台藩に貸付けて、年末に受け取る1年ごとの利子で宿場を運営するものであった。何度も藩への願い上げを重ね、1773年頃に成就した。その恩恵を受けた吉岡宿は毎年暮れになると利息の100両を手にし、吉岡宿は幕末に至るまで人口が減ることはなかった。
この顛末については、21世紀になって以下のような顕彰や紹介がなされている。
- 2003年（平成15年） 大和町の有志らにより、九品寺（吉岡）に、国恩記顕彰碑（写真）を建立。
- 2012年（平成24年） 歴史家・磯田道史の評伝『無私の日本人』（3人の人物を紹介）の中で穀田屋十三郎がその1人として取り上げられた。
- 2016年（平成28年） 『無私の日本人』をベースとした映画『殿、利息でござる!』が公開された。
- 2016年（平成28年）5月7日 吉岡宿を題材とした映画『殿、利息でござる!』が全国上映されることに伴い、「吉岡宿本陣案内所」を開設[11]。

## 逸話
- 慶応4年7月25日～明治元年9月17日に吉岡で謹慎中の但木土佐と良次（土佐の甥で処刑に立ち合った）二人で食事をしていた時、突然「良次、硯と紙を持って来い」と命じて、良次が硯と紙を用意したところ、土佐が「わしにも絵の一つ位、描けないこともないだろう」と「松の絵」を一気に描き上げた[12]。

## 遺構
千葉家が代々世襲していたという上町の本陣を務めた場所（本陣跡）は、閉店したコンビニエンスストア跡となり、当時の面影はない。中町地区には上州屋醸造所の門や蔵、穀田屋（穀田屋十三郎が営んだ酒蔵の後裔）、大ヶ森屋、下町地区には早坂酒類醸造所など往時の建物が残っている。宿場の出口に当たる下町地区には、奥州街道と出羽街道の追分道標がある。

## 隣りの宿場
- 富谷宿（仙台市寄り）
- 三本木宿（大崎市）

## 周辺観光地
- 吉岡八幡神社
- 天皇寺 - 伊達宗清の墓所がある。
- 大和町武道館
- 南川ダム
- 宮床ダム
- 七ツ森湖畔公園
- あさひな湖畔公園
- 原阿佐緒記念館

## アクセス
- 東北自動車道泉ICから車で20分・大和ICから車で5分
- 仙台北部道路富谷ICから車で10分
- 駐車場 - 上町:「ななつの森の家」の駐車場が利用可能

吉岡宿界隈
- 吉岡宿、酒の穀田屋
- 吉岡宿、大ヶ森屋
- 早坂酒類醸造所
- 上州屋、正門
- 吉岡宿界隈
- 九品寺山門
- 吉岡宿の入り口、九品寺